# 여신 기숙사의 사감 군.

여신 기숙사의 사감 군.(女神寮の寮母くん。)는 히노 이쿠미가 원작한 일본의 만화 작품이다. 2018년 2월호부터 월간 소년 에이스(KADOKAWA)에서 발간 중.

## 줄거리
중학교 1학년 소년인 나구모 코시는 화재로 집을 잃어 아버지는 실종되었고, 길거리에서 쓰러져 있는 것을 여대생 미네루에게 구조됐다. 사연을 듣자 그는 코시를 그대로 여대 여신기숙사의 사감으로 불러들였고, 코시는 기꺼이 이를 허락했다. 이리하여 코시와 버릇이 있는 누나들의 해프닝의 새로운 생활이 시작된다.